# Timoulay
Timoulay (en àrab تمولاي, Timūlāy; en amazic ⵜⵉⵎⵓⵍⴰⵢ) és una comuna rural de la província de Guelmim, a la regió de Guelmim-Oued Noun, al Marroc. Segons el cens de 2014 tenia una població total de 5.325 persones